# Kara Davud Pasha
Kara Davud Pasha, também conhecido simplesmente como Davud Pasha ou como Hain Davud Pasha ("Davud Pasha, o Traidor"), foi uma estadista otomano que se tornou brevemente Grão-Vizir do Império Otomano em 1622, durante o reinado do seu cunhado Mustafa I.
Ele casou-se com uma filha de Mehmed III em 1604. Ele foi nomeado Beylerbey de Rumelia e logo depois vizir.
Ele tornou-se no Pasha de Kapudan por um breve período durante o primeiro reinado de Mustafa I (1617-1618).
Ele foi nomeado grão-vizir em 20 de maio de 1622 por influência da mãe de Mustafá, a sua própria sogra. Ele realizou a execução de Osman II. No entanto, ele foi demitido em 13 de junho de 1622 e torturado até à morte porque executou Osman II sem a confirmação do sultão (Mustafa). O exército foi contra ele e as pessoas que foram incluídas na execução de Osman foram executadas com ele no dia 18 de janeiro de 1623 por métodos diferentes.